# Ілсінью
Ілсон Перейра Діас Жуніор (порт. Ilson Pereira Dias Júnior, 12 жовтня 1985, Сан-Бернарду-ду-Кампу), відоміший як Ілсі́нью (порт. Ilsinho) — бразильський футболіст, півзахисник «Філадельфія Юніон».

## Кар'єра
Першим професіональним клубом для гравця був «Палмейрас», де Ілсіньйо рідко виходив на поле. 2006 року перебрався до «Сан-Паулу», у складі якого став чемпіоном Бразилії—2006 та 2007 (провів 13 ігор у першій половині сезону 2007). До «Шахтаря» (Донецьк) перейшов влітку 2007 року, підписавши контракт на 10 млн доларів США.
У бразильських клубах діяв на місці правого атакувального захисника, натомість у «Шахтарі» Мірча Луческу перекваліфікував Ілсіньйо у правого півзахисника. Це відкрило нові можливості для технічного і швидкого футболіста — у чемпіонаті України 2007/08 бразилець провів 20 ігор і забив 5 голів. Перший м'яч у єврокубках провів 1 жовтня 2008 року у ворота «Барселони», відкривши рахунок (результат матчу — 1:2).
У травні 2010 року виник скандал зі звинуваченнями з одного боку щодо невиплати футболісту заробітної плати за чотири місяці, а з іншого щодо стягнення компенсації (штрафу) за відмову від продовження контракту з «Шахтарем» (Донецьк).
У серпні 2010 агент гравця в інтерв'ю виданню Lancenet повідомив, що судовий розгляд з донецьким Шахтарем може тривати ще рік-два, але у гравця є звільнення від зобов'язань перед донецьким клубом і він вже може виступати у футболці іншої команди. У кінці того ж місяця Ілсіньйо підписав контракт з «Сан-Паулу».
У січні 2012 за рішенням суду Ілсіньо повернувся до донецької команди. 30 червня 2015 стало відомо, що Ілсіньйо покине «Шахтар» на правах вільного агента, провівши за команду 174 матчі і забивши 22 голи в усіх турнірах.
2016 року приєднався до американського клубу «Філадельфія Юніон».

## Збірна
За національну збірну Бразилії дебютував 27 березня 2008 року в товариській грі проти Ґани. Брав участь у Олімпійських іграх 2008, де завоював у складі збірної бронзову медаль.

## Приватне життя
Одружений. Хобі: гра у футбол на комп'ютері.

## Досягнення
- Бронзовий олімпійський призер: 2008

«Сан-Паулу»
- Чемпіон Бразилії: 2006

«Шахтар»
- Чемпіон України: 2008, 2010, 2012, 2013
- Володар кубка України: 2008, 2012, 2013
- Суперкубок України: 2008, 2012, 2014
- Володар Кубка УЄФА: 2009
- Рекопа: 2011

## Виноски
1. ↑  Заява ФК «Шахтар». Архів оригіналу за 4 березня 2016. Процитовано 27 травня 2010.
2. ↑  Илсиньо и Сан-Паулу: сделка на мази. Архів оригіналу за 18 серпня 2010. Процитовано 13 вересня 2010.
3. ↑  Илсиньо ждет разрешения от ФИФА. Архів оригіналу за 3 вересня 2010. Процитовано 13 вересня 2010.
4. ↑  Интернасьонал расторгнет контракт с Илсиньо. Архів оригіналу за 22 січня 2012. Процитовано 24 січня 2012.
5. ↑  Илсиньо: «В Украине нас слишком боятся» (football.ua, 11 грудня 2007) [Архівовано 5 червня 2008 у Wayback Machine.](рос.)